# 間崎島

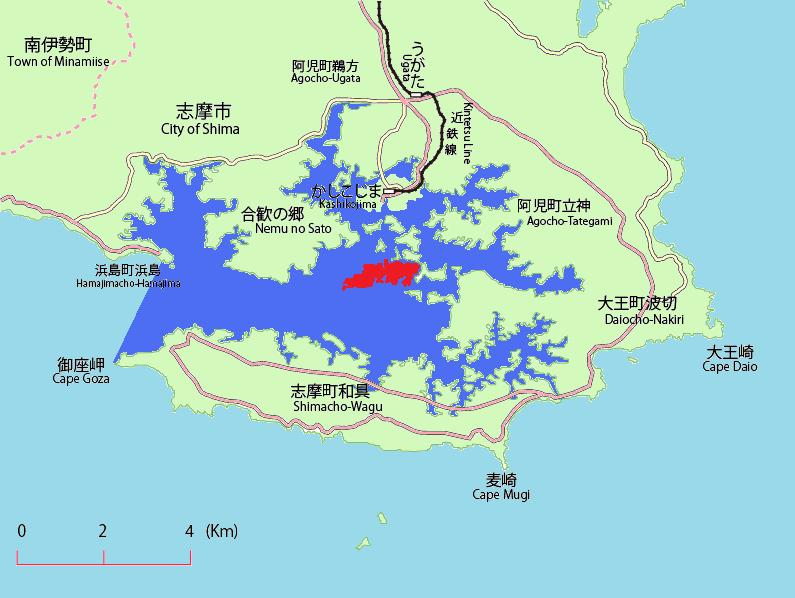
英虞湾における間崎島の位置（赤色が間崎島）

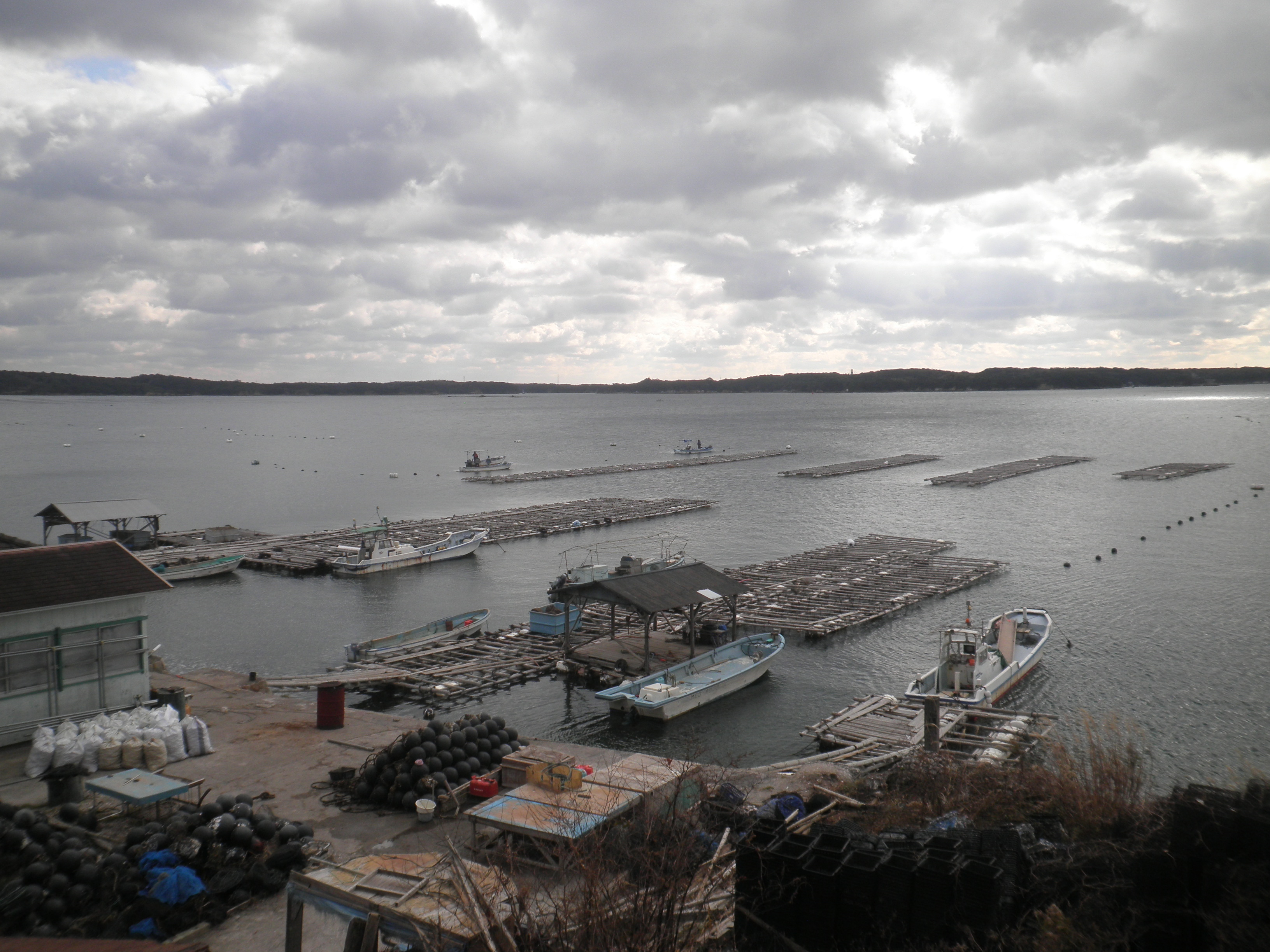
島内の真珠養殖風景

間崎島（まさきじま）は三重県志摩市志摩町和具にある、英虞湾に浮かぶ島。島名は、志摩方言で暗礁と暗礁の間にある砂浜を「マ」ということから、地形にちなんだ名称であると考えられる。島は東西約2km、南北約0.5kmと東西に長く、最高標高は18.5m、リアス式海岸特有の複雑な海岸線をなす。湾内では賢島に次いで面積が大きい。和具から4.1km、賢島から3.0kmの位置にある。
集落は島の南西部にあり、69人（2019年9月30日現在、住民基本台帳人口）が暮らす。島民の姓は7割が「岩城」か「山本」である。真珠養殖とイワシ漁を中心とする水産業が主な産業である。

## 歴史
1532年（天文元年）頃、本州の矢納村（現・志摩町和具）から4戸の農民が生活困窮のために移住したのが始まりとされる。当時の住民は本土の鵜方や浜島（ともに現在の志摩市）で借地を耕作をしながらイワシ漁に従事していたという（志摩町片田三蔵寺の記録による）。
島が歴史的転換を迎えたのは真珠養殖技術が発明されたことにある。1893年（明治26年）に付近の多徳島で真円真珠の養殖が成功すると、間崎島でも真珠養殖が始まり、「宝石の島」と呼ばれるほど繁栄した。1950年代には約100世帯が真珠養殖に従事し、ラジオ・テレビ・電話の普及率が日本一となり、伊勢税務署管内の長者番付のトップ10を島民で独占したという「神話」が語り継がれている。21世紀初頭の現在でも、当時の好況を偲ばせる立派な住宅が立ち並ぶ。1955年（昭和30年）、島の人口は668人と最高を記録している。高度経済成長期や総合保養地域整備法（リゾート法）時代の観光開発が旺盛だった時期に島民は本土に持っていた田畑を手放し、それらはホテルやキャンプ場に変貌した。1982年（昭和57年）、本土からの海底送水管が開通した。
養殖真珠生産高は1966年（昭和41年）を境に低下し、かつての繁栄は薄れていった。英虞湾の汚染の進行による赤潮、密殖、日本国内外での競合産地の台頭がその原因である。2011年の東日本大震災はここの養殖にも津波被害を及ぼし、現在は数世帯が真珠養殖をおこなっているだけである。1990年国勢調査時は91世帯266人で、2013年4月1日現在66世帯116人まで減少している。島内にあった志摩市立和具小学校間崎分校は2006年（平成18年）3月に閉校した。島民の7割が高齢者の限界集落である。人口減少が進み、島内では空き家が目立つ。市全体の人口が減少している志摩市当局としては、離島に対して打つ手がない状態である。また島民もかつての繁栄を取り戻すような地域活性化策を求めておらず、どちらかと言えば集落の解体、島の無住化へ向けて緩やかに島を閉じていこうとしている。
2013年（平成25年）9月、地域おこし協力隊として名古屋市から60代の男性が移住した。2014年（平成26年）7月19日には先述の移住者が中心となって8月19日までの期間限定で「里海カフェ」を開設した。
2016年（平成28年）5月21日から5月28日まで、第42回先進国首脳会議（伊勢志摩サミット）開催に伴い賢島への入島が規制されたことから、間崎島 - 賢島間の航路の発着港が志摩地中海村に変更された。これに伴い、サミット期間中の食料を買いだめする「買い物ツアー」が5月24日に開催され、個人で利用する船は和具に停泊する場所が設置された。同じ湾内の賢島が注目を浴びたのとは対照的に、間崎島の島民はサミット効果を享受することができていない。島内唯一の宿泊施設であった料理旅館美城（みき）は2017年（平成29年）に廃業した。跡地はリノベーションされて寿司店「鮨裕・禅」になった。

### 人口の変遷
2019年（令和元年）6月末の登録上の人口は69人で、うち57人（82.6%）が65歳以上の高齢者である。ただし実際の居住者は50人程度と見られている。若年の移住者も存在するが、移住者は本土の阿児町鵜方などにも住宅を所有し、週末や夏休みに間崎島の住宅を利用する人が多いため、「島民」とみなすかどうかは難しい。

総数 [戸数または世帯数：  、人口：  ]
| 1955年（昭和30年） | 105世帯 668人 |
| 1965年（昭和40年） | 107世帯 585人 |
| 1975年（昭和50年） | 105世帯 383人 |
| 1985年（昭和60年） | 95世帯 296人  |
| 1995年（平成7年）  | 85世帯 225人  |
| 2005年（平成17年） | 78世帯 192人  |
| 2015年（平成27年） | 56世帯 95人   |

## 生活
以下のような生活環境であるため、日常的に本土へ通う必要があり、島で暮らすには自己完結型の生活が求められる。

### 商店と買い物
島内には2013年（平成25年）時点で酒店1軒とよろずやが1軒あった。よろずやは2012年（平成24年）に一度閉店を決めたものの島民の要望が多く、必要最低限の生活必需品の販売を続けたが2016年（平成28年）に閉店し、志摩市社会福祉協議会（社協）が生活支援拠点「もやい」を設立し、2017年（平成29年）2月より民生委員らが日用品売り場の運営を開始した。また島内で食料品が購入できなかったため社協が毎月1回程度、賢島経由で市街地への「買い物ツアー」を実施していた。しかし2019年（平成31年）3月に閉店し、代わってイオン阿児店の協力で、同年（令和元年）8月に「もやい」内にイオンの商品を販売する「いきいきショップ」が開店した。いきいきショップは毎週月・水・金曜の午前中に営業し、生鮮食品を含む約200点の商品を取り扱う。
高齢者は阿児町鵜方や志摩町和具に出かけた際に買い物するか、本土で暮らす子供や隣近所の人に買い物を頼んでいる。新聞は定期船の始発便で輸送され、各戸配達される。自動販売機は1台のみ設置されている。

### 生業と日常生活
島内の産業は水産業主体であり、本土へ通勤する住民もいる。ただし自前の船がなければ定期船の終発が17時台であるため、事実上通勤は不可能である。高齢者のほとんどは国民年金の受給者である一方、島では「生涯現役」を貫く人が多く、半数弱の人が真珠やノリ養殖の収入もある。恒常的な支出は少ないものの、急な出費、借金返済、家屋の改修費などで経済不安を抱く高齢者もいる。大半の島民は本土の家族や近隣住民と日常的に交流し、島内では比較的若い60代の人が見守り訪問を行うが、ごく一部に積極的な交流を避ける独居男性もいる。
スポーツ施設はなく、島民は健康維持を兼ねて農作業（家庭菜園）、漁業、散歩、近所の人の手伝いなどの自主的な活動を行う。島民の日常生活で最も多いのが「テレビの視聴」であり、パチンコや読書などの趣味に興じる人もいる。

### 医療と福祉
介護予防施設はあるが、福祉施設や医療機関は未設置である。間崎保育所は廃止後にデイサービスセンターに転用されたが2011年（平成23年）に閉鎖となった。医療機関に至っては島の歴史上一度も設置されたことがない。2008年（平成20年）までは志摩市立国民健康保険前島病院（現・志摩市立前島診療所）が巡回診療を行っていたが、志摩市立国民健康保険大王病院（現・国民健康保険志摩市民病院）との機能統合により終了し、阿児町鵜方の開業医が月1回日曜日にボランティアで訪問診療を行っている。2017年（平成29年）12月、島民の要望を受け三重県立志摩病院が月1回の巡回診療を導入することになった。慢性疾患を抱える島民もおり、重篤化すると本土の家族や高齢者向け施設へ転居を余儀なくされるケースが散見される。緊急時には自治会所有の救急艇を出動し、本土へ搬送する規定になっているが、高齢の島民は荒天時に出動できないのではないかという不安を感じている。

### 間崎漁港

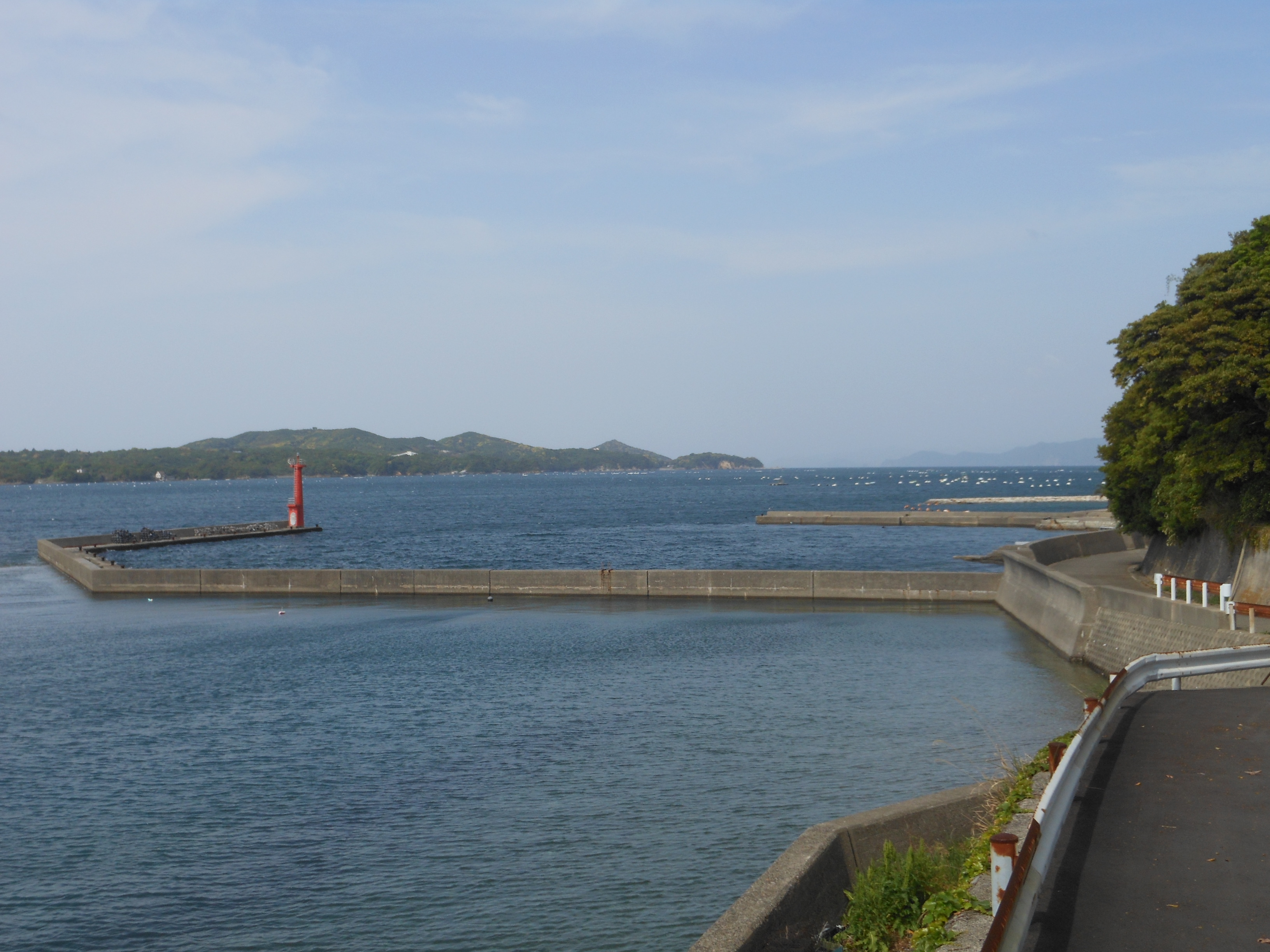
間崎漁港

間崎漁港（まさきぎょこう）は、三重県志摩市志摩町和具の間崎島にある、志摩市の管理する第1種漁港。戦前まではカツオの釣り餌用のイワシを供給する機能を持っていたが、戦後は真珠養殖の隆盛により、主として真珠養殖漁船が利用するようになった。1963年（昭和38年）2月14日に漁港指定を受けて以降、港湾機能の整備が進められた。
2009年（平成21年）の統計では、属地陸揚量・属人漁獲高はともに71.3t、属地陸揚金額は82百万円である。島内に海女はいない。

## 観光
島民が観光客の大量訪問を危惧し、架橋が頓挫した過去はあるが、移住者や学術調査を受け入れるなど、外部からの人の訪問に対する島民の抵抗感は低い。1970年（昭和45年）頃から間崎島では観光業に進出し、最盛期には20軒の宿泊施設が営業していた。1992年（平成4年）には34,900人の観光客が訪れたが、2001年（平成13年）には17,400人に減っている。2001年（平成13年）時点では民宿が2軒あり、合計67名が宿泊可能であったが、2017年（平成29年）に最後の1軒が廃業し、島内から宿泊施設がなくなった。元々観光地ではないため、島民による試行錯誤が繰り返され、住民組織と行政、民間企業の共催によるツアーを通して、魅力の発信に努めている。賢島に拠点を置く一般社団法人伊勢志摩里海学舎は、間崎島を「宝石の島」に戻すべく、島内で清掃活動を行っている。
英虞湾では伊勢志摩サミットを前後して日本国内外の資本の進出が相次いでおり、間崎島でも再開発の話題が上がりつつある。また島の風景を気に入った若年移住者も現れており、彼らは観光業に従事している。空き家や空き店舗の多くは所有権がはっきりしている上、所有者は再活用する予定がないため、売買が成立すれば観光事業に活用できる素地はある。三重大学の東大史は、観光業と緊急時の救援体制が連携すれば、元からの島民にもメリットがあるのではないかと説いている。

### 主な観光スポット
- 間崎海水浴場

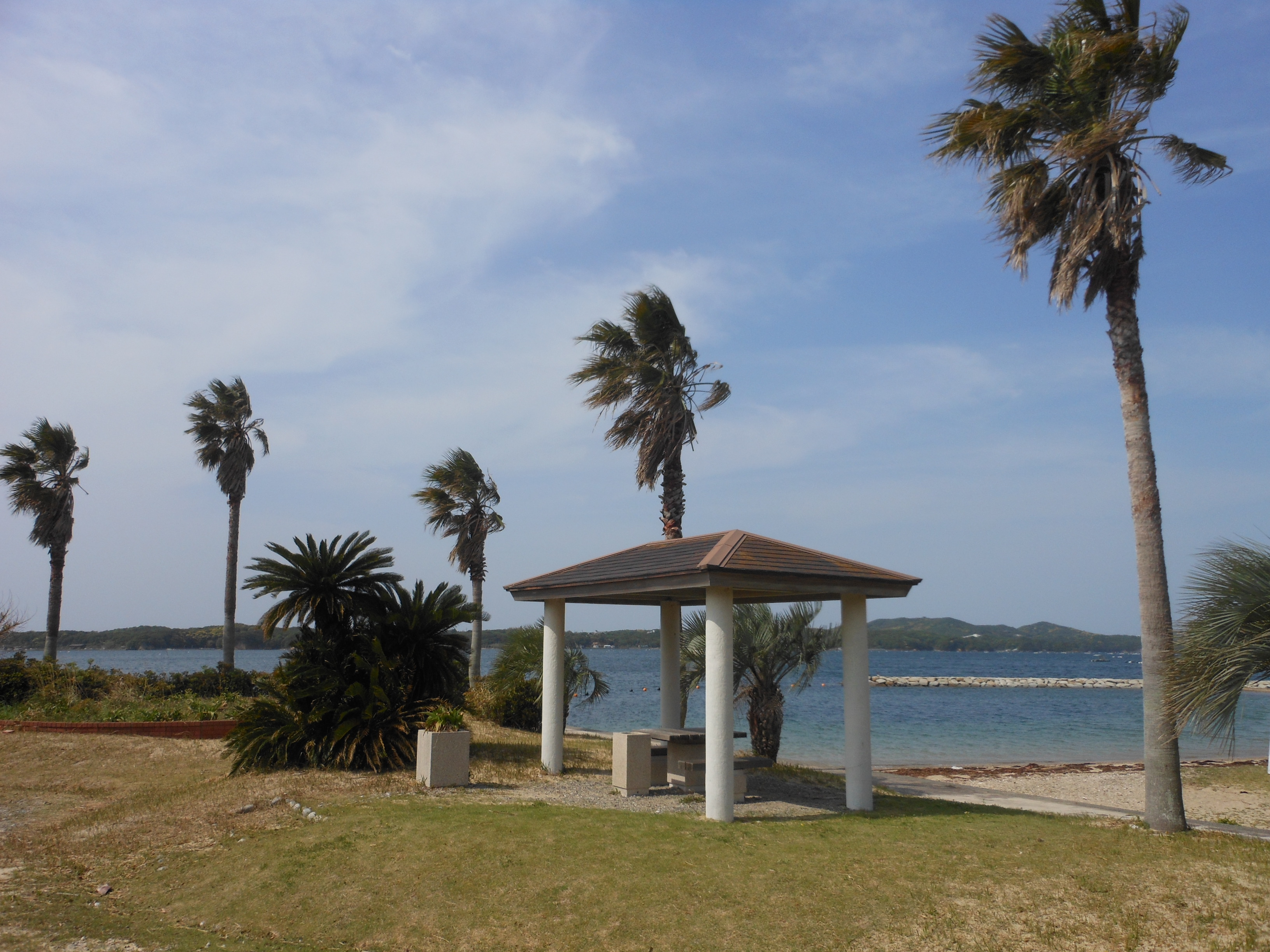
間崎小公園

  - 海岸環境整備事業で整備された。三重県はこの海水浴場を観光の核として体験型・参加型イベントの支援をしていく方針である[39]。湾内のため波が少なく、海の透明度が高い[11]。
- 間崎小公園
  - 英虞湾の真珠筏（いかだ）や対岸の御座岬が見え、夕日の名所として紹介されている[40][41]。
- 旧・間崎分校
  - 春にはサクラが咲き、花見ができる[7]。
- 鮨裕・禅
  - 会員制、1日1組限定、全6席の寿司店[42]。テレビ番組『NEWS23』（TBSテレビ）[42]、『仰天!超立地レストラン』（テレビ東京）で取り上げられた[43]。『NEWS23』では入会金250万円、年会費36万円、ヘリコプターで来店する高級店であり、島民の多くが年金生活の高齢者で占められる限界集落であることと対比する形で紹介された[42]。

## 教育
島内に教育機関はないため、児童生徒は本土の学校へ通学する。志摩市教育委員会の指定する学区は和具小学校・志摩中学校となる。通学にかかる乗船代は義務教育の間、志摩市が全額負担する。ただしこれは制度上の規定であり、2016年（平成28年）6月現在で最も若い島民は19歳であり、就学年齢の子どもは存在しない。

### 間崎分校

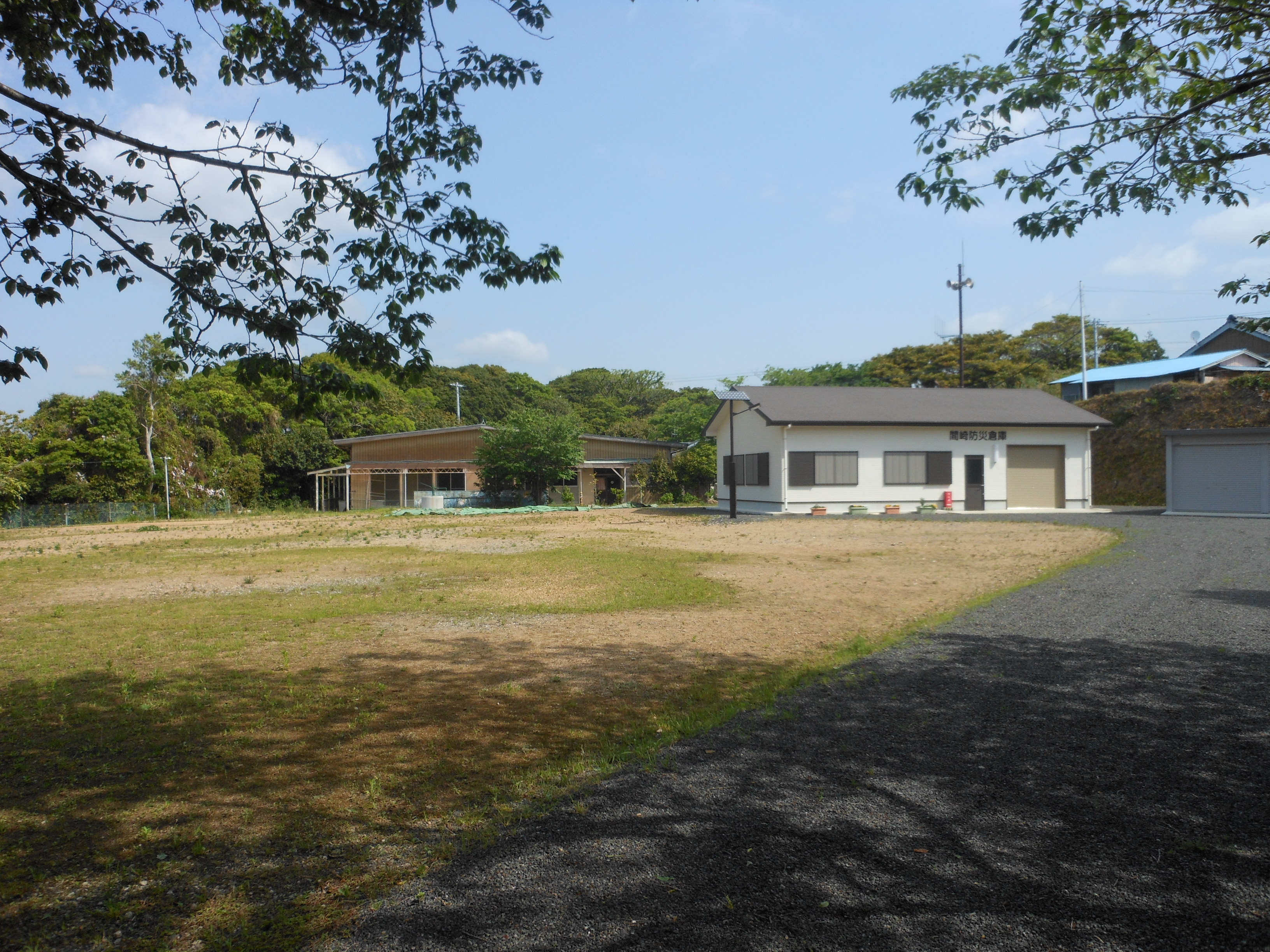
間崎分校跡地（2013年）

志摩市立和具小学校間崎分校（しましりつわぐしょうがっこうまさきぶんこう）は三重県志摩市の間崎島にかつて存在した小学校の分校である。
1881年（明治14年）に和具小学校間崎分教場として開校し、1955年（昭和30年）には間崎小学校として独立した。一時休校を経て間崎分校として再出発したが、2006年（平成18年）3月31日をもって廃校した。この間に318人の卒業生を送り出し、廃校時の在籍児童は2人で兄妹であった。地元の三重テレビが3年間に渡ってこの分校を取材し、その模様は2006年6月に特別番組「さよなら〜島の小学校」で放送された。校舎は廃校後の2010年（平成22年）10月に解体され、現存しない。
校庭は、地元の和具出身で伊勢志摩国立公園の指定に尽力した石原円吉が植えたサクラの木に囲まれていた。
- 所在地：三重県志摩市志摩町和具4354番地
- 校地面積：3,635m2
  - 校舎面積：477m2〔1953年（昭和28年）築〕[49]
  - 体育館面積：183m2〔1958年（昭和33年）築〕[49]
- グラウンド：1周100m[7]

### 分校の沿革
- 1881年（明治14年）6月 - 和具小学校間崎分教場として開校[45]。
- 1947年（昭和22年）4月 - 志摩町立和具小学校間崎分校に改称[45]。
- 1955年（昭和30年）12月 - 志摩町立間崎小学校として独立[45]。
- 2002年（平成14年）3月 - 志摩町立間崎小学校を閉校。翌4月から志摩町立和具小学校間崎分校に移行、休校に入る[50]。
- 2003年（平成15年）4月 - 児童の入学により分校を再開[50]。
- 2004年（平成16年）10月 - 市町村合併に伴い、志摩市立和具小学校間崎分校に改称。
- 2006年（平成18年）3月 - 25日に閉校式を挙行し、31日に廃校。

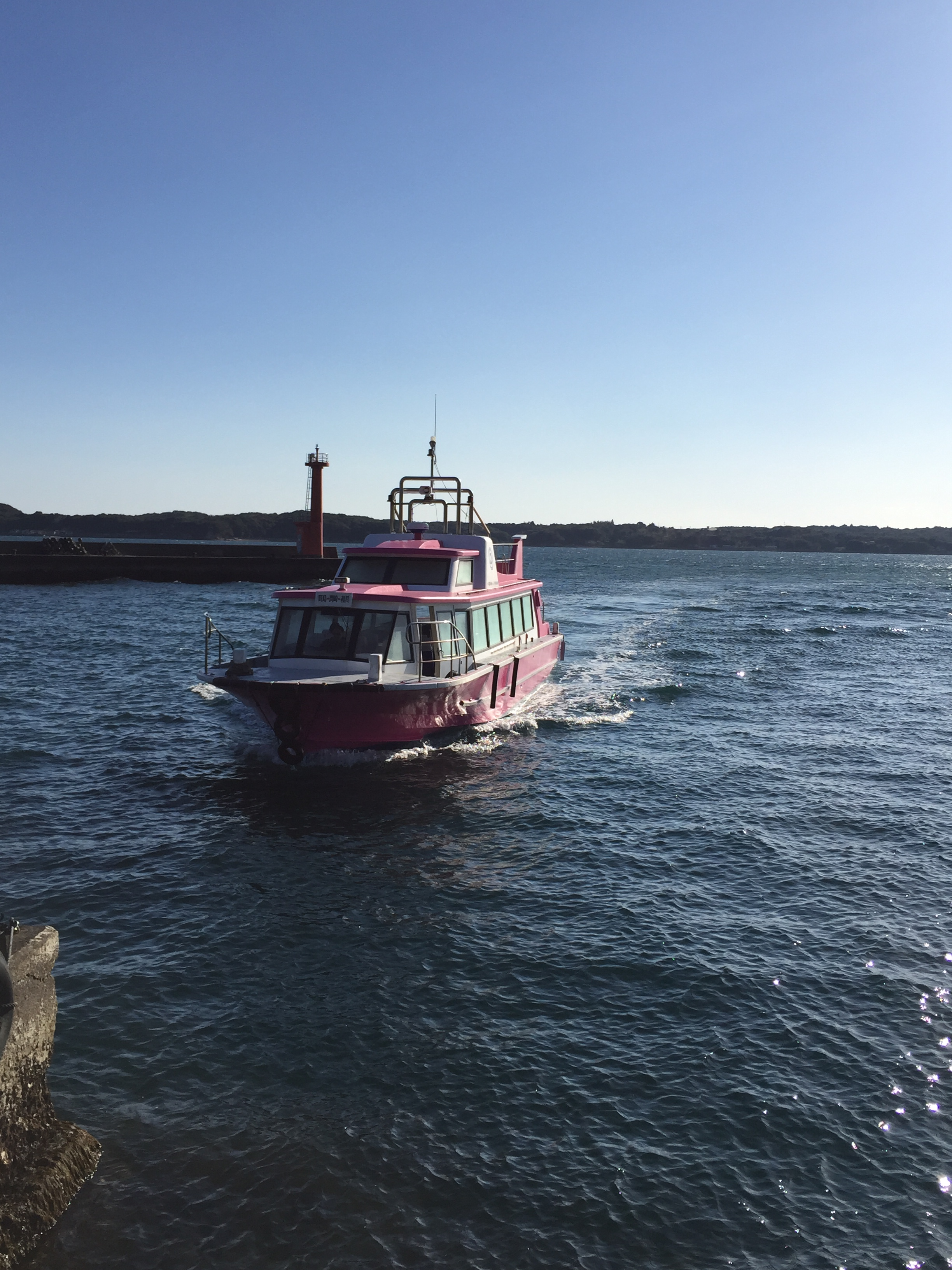

島内に公共交通機関はなく、訪問者は徒歩移動となる。自転車や軽トラックなどの車両を所有する島民もいる。港から島の東端に至る一本の道がメインストリートであり、島の端から端まで徒歩でも15分程度である。この道路は好況時に島民らがお金を出し合い、登茂山から架橋することを期待して整備したものである。ただし架橋計画は「観光客が押し寄せる」として島民の反対多数で実現していない。
島へは志摩マリンレジャーによって以下の航路が就航する。賢島 - 間崎間は約15分である。
賢島 - 和具航路
- 賢島 - 間崎 - 和具
  - 1日の運航便数は賢島発9便、和具発9便[51]。運賃は2016年7月現在、賢島 - 間崎が370円、和具 - 間崎が250円[51]。
  - 賢島 - 間崎間の方が間崎 - 和具間よりも運航時間は短いが、運賃は賢島 - 間崎間の方が高い[6]。就航率は99%と高く、年間利用者約34,000人は島民と三重県立水産高等学校への通学生でほとんどを占める[27]。

半数弱の世帯は船を所有しており、定期船に頼らずに本土へ渡ることができる。本土で利用するための自家用自動車（自動二輪車、自転車を含む）を賢島に駐車、駐輪している島民もいる。本土に車両を所有していない島民は、タクシーや本土の家族の送迎車を利用する。

## 施設

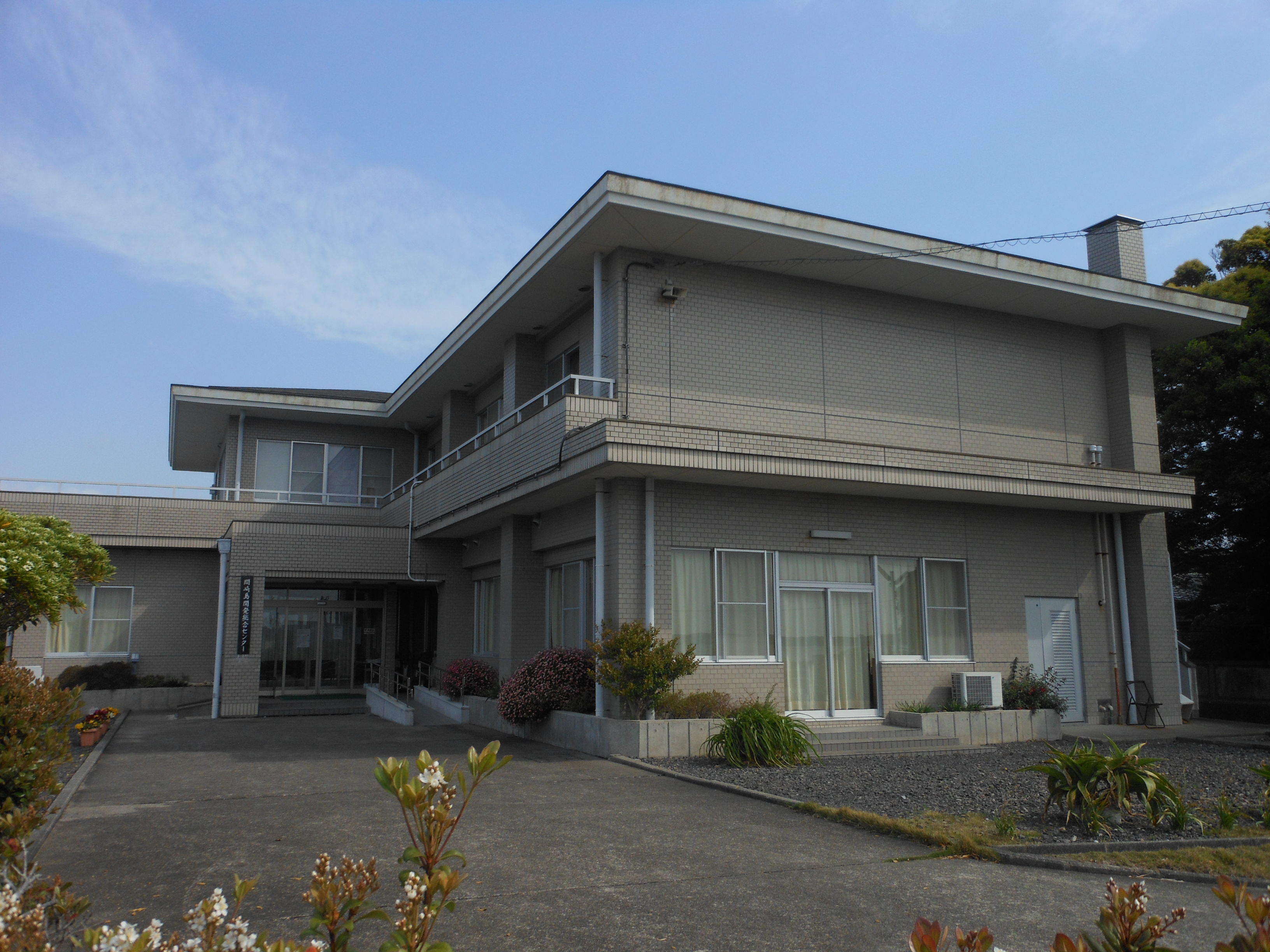
間崎島開発総合センター

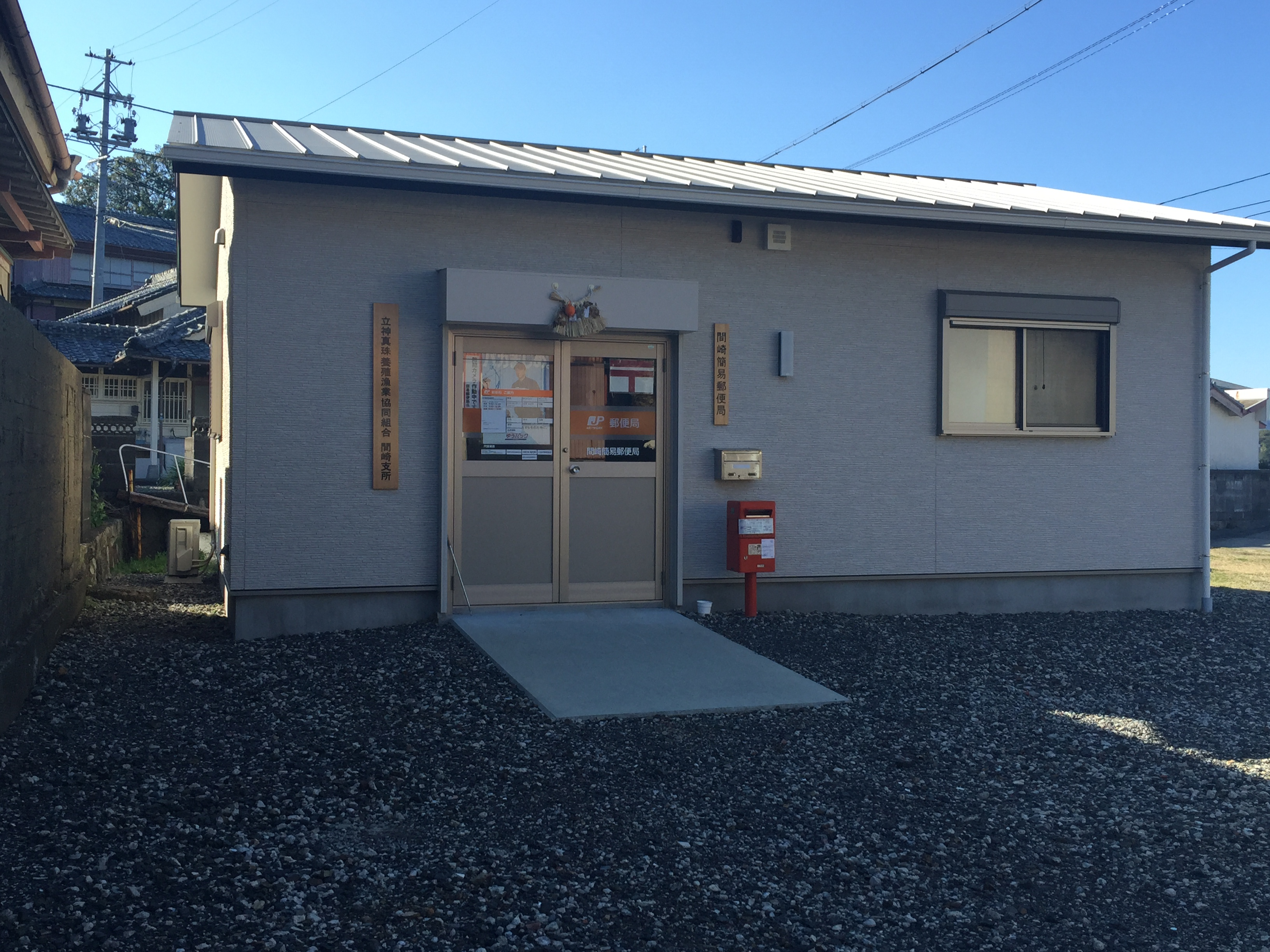
間崎簡易郵便局

平地が限られているため、狭い範囲に民家などが集中している。集落は島の西部にあり、東部は真珠工場と畑が点在する程度である。
- 志摩市間崎島開発総合センター
- 志摩市志摩介護予防拠点施設「間崎いきいきセンター」
- 間崎真珠養殖漁業協同組合
- 間崎簡易郵便局 - 廃業した民宿を利用していた[54]が、2013年（平成25年）11月5日に移転した[55]。ATMはないが、貯金窓口でキャッシュカードの利用は可能。
- 天真名井神社（あまのまないじんじゃ） - スサノオノミコトなど7柱を祀り、6月14日の天王祭、9月15日の中祭、12月1日の大祭が行われる[6]。
- いきいきショップ
- 鮨裕・禅[56]